# Selaginella macilenta
Selaginella macilenta är en mosslummerväxtart som beskrevs av Bak.. Selaginella macilenta ingår i släktet mosslumrar, och familjen mosslummerväxter. Inga underarter finns listade i Catalogue of Life.